# Siège de Lagny-sur-Marne
Guerre de Cent Ans
Batailles
Le siège de Lagny-sur-Marne de juillet-août 1432 ou troisième siège de Lagny-sur-Marne est une victoire des Français contre les Anglais qui eut lieu du mois de juillet au 20 août 1432, pendant la guerre de Cent Ans.

## Préambule
Après l'échec de leur première expédition en mars 1432, Jean de Lancastre duc de Bedford et régent de France pour le parti anglo-bourguignon, met en place une nouvelle armée pour enlever Lagny dont la garnison était un continuel sujet d'alarme et une gêne insupportable pour l'approvisionnement de Paris, alors occupée par les Anglais et leurs alliés, les Bourguignons.
Le duc de Bedford convoqua 6 000 combattants ou environ, que commandaient le maréchal Jean de Villiers, seigneur de l'Isle-Adam, Jean, bâtard de Saint-Pol, le bâtard d'Aunay, chevalier, seigneur d'Orville, Philebert de Vaudray, le seigneur d'Amont, et plusieurs autres.
Les latignaciens, du parti du roi de France Charles VII, avaient de 800 à 1 000 combattants qui étaient commandés par les capitaines écossais et français Jean Foucault et Ambroise de Loré.

## Le siège
La ville de Lagny fut investie de toutes parts. Plusieurs engins de siège furent placés afin de battre les murailles et les portes de la ville et un pont fut construit sur la Marne pour que les assiégeants puissent passer d'une rive à l'autre afin de rendre leurs communications sûres et faciles. Le camp anglais fut fortifié et mis à l'abri de toute attaque.
 
La ville commençait à manquer de vivres.
Le roi de France résolut de secourir la garnison, en envoyant de 600 à 800 combattants commandés par les maréchaux de Boussac et de Rieux, le Bâtard d'Orléans le seigneur de Gaucourt, Rodrigue de Villandrando, Xaintrailles, La Hire et tous « gens de grand façon, vaillants hommes de guerre ». Les troupes de secours partirent d'Orléans, arrivèrent à Melun où ils passèrent la Seine et de là en traversant la Brie, approchèrent de Lagny.
Ils arrivèrent à temps. Les Anglais avaient déjà planté leur bannière sur un des boulevards de la ville, mais ils se retirèrent dans leur camp, et les Français vinrent leur présenter bataille. Le duc de Bedford resta enfermé dans son enceinte. Tout se borna à de fortes escarmouches et à des faits d'armes qui se passèrent dans l'intervalle des deux armées. Voyant que les Anglais refusaient le combat, les chefs français résolurent de faire entrer un convoi dans la ville. La garnison fit une sortie. Les Anglais qui gardaient cette porte se trouvèrent trop faibles. Le duc de Bedford sortit alors de son camp, et bientôt commença une effroyable mêlée, où à peine amis et ennemis pouvaient se reconnaître au milieu de la poussière.

C'était le 10 août, la chaleur était excessive. Les Français en souffraient moins que les Anglais, qui, selon leur coutume, combattaient à pied. Il en tomba plus de 300 étouffés dans leur armure. Leurs chefs se hâtèrent de les ramener dans le camp. Le seigneur de Gaucourt entra dans la ville avec les vivres et un puissant renfort.
Le lendemain, le Bâtard d'Orléans et le sire de Rais s'éloignèrent en remontant la rive gauche de la Marne. Lorsqu'ils furent près de la Ferté-sous-Jouarre, ils commencèrent à réunir des bateaux pour faire un pont, passer la rivière et s'avancer vers Paris car c'était le moyen assuré de faire lever le siége de Lagny, tant le duc de Bedford avait toujours des craintes dès qu'il s'agissait de Paris. Il quitta son camp avec une telle hâte, qu'il abandonna ses canons et ses vivres. Ce retour parut bien honteux aux Parisiens. Ils avaient payé de leurs deniers tant de préparatifs qui se trouvaient inutiles. La campagne devenait plus que jamais livrée aux Armagnacs et les arrivages étaient gênés de toutes parts. La disette était grande dans la ville de Paris, les maladies y faisaient de grands ravages. Aussi les murmures et le mécontentement s'en allaient croissant. L'abbesse de Saint-Antoine et plusieurs de ses religieuses furent mises en prison, parce qu'on les soupçonnait d'avoir, en l'absence du régent de France, Jean de Lancastre duc de Bedford, formé un complot pour livrer aux Français la porte de la ville.